# Hampdån
Hampdån (Galeopsis speciosa) är en växt med färggranna blommor. 
Blomkronan har vid underläppens bas två små uppstående käglor som något liknar hörntänderna hos ett rovdjur. Troligtvis har denna likhet motiverat namnet Galeopsis, som betyder katt- eller vessleansikte. Den har en praktfull färgteckning på sitt kronbräm, de tre färgerna gult, violett och orange. Av dessa är de två sista varandras komplementfärger. De ställs ofta bredvid varandra i sofistikerade insektblommor och hos denna art markerar de den plats där en insekt bör slå ned vid sitt besök i blomman. Dessutom har kronan hos denna växt så djupt rör att om besök av humlor skulle förekomma, är de endast lönande för de arter vilkas sugrör är mer än 1 centimeter långt.

## Biologi
Hampdån är ett sommarannuellt örtogräs, vilket betyder att den bara lever ett år och sen dör. Växten satsar på att efterlämna sina gener i frön. I jordbrukssammanhang kallas denna typ av växt för ”fröogräs”. Hampdån är en sommarannuell vilket innebär att dess frön börjar gro på våren och växer till blomma innan vintern och lämnar efter sig frön. Hampdån gror tidigt och etablerar sig snabbt. Den blommar mellan juli och september.
Om förutsättningarna är bra för fröet börjar den gro, saknas det rätt mängd ljus eller vatten kommer inte rätt signaler komma till fröet och växten kommer inte gro.
Blomman är zygomorf. 

## Ogräs
Hampdån beskrivs av jordbruksverket som ett ogräs och kan orsaka ekonomisk förlust i jordbruksproduktionen. Det är främst i ekologisk produktion som den är ett problem. Hampdån som andra dån-arter trivs bra på de flesta jordarter men trivs bäst på mulljordar. För att bli av med hampdån i ekologisk produktion rekommenderas blindharvning.

## Synonymer
- Galeopsis boraei Corb .
- Galeopsis cannabina Roth nom. illeg.
- Galeopsis crenifrons Borbás .
- Galeopsis grandiflora (L.) Borbás nom. illeg.
- Galeopsis leiotricha Borbás
- Galeopsis speciosa Miller
- Galeopsis speciosa var. boraei (Corb.) P.Fourn.
- Galeopsis tetrahit subsp. versicolor (Curtis) Celak.
- Galeopsis tetrahit subsp. versicolor Arcang. nom. illeg.
- Galeopsis walleriana Schlecht.
- Galeopsis versicolor Curtis